# Johannes Kurkuas
Johannes Kurkuas (griechisch: Ἰωάννης Κουρκούας, Ioannes Kourkouas; * um 880; † nach 946) war ein byzantinischer Reichsfeldherr (Megas Domestikos ton scholon). Er behielt seine Position als Oberbefehlshaber an der Ostgrenze über 20 Jahre und konnte das strategische Gleichgewicht in der Taurus und Vansee-Region wieder herstellen. Seine Erfolge gegen die muslimischen Staaten an der Ostgrenze brachten dem Byzantinischen Reich in der Mitte des 10. Jahrhunderts nach jahrhundertelanger Defensive den Wiederaufstieg alter militärischer Machtentfaltung.

## Leben
Die Familie der Kourkouai gehörten einer alten Militäraristokratie an, die armenischer Abstammung war. Ihr Name stammt wahrscheinlich vom armenischen Namen gurgen ab. Diese Adelsfamilie brachte mehrere bemerkenswerte Generäle hervor, darunter den späteren Kaiser Johannes I. Tzimiskes, einen Neffen des Johannes Kurkuas. Johannes’ namensgebender Großvater war um 880 unter Kaiser Basileios I. Kommandeur des Eliteregiments der tagma hikanatoi; sein Vater Romanos war ein wohlhabender Beamter im kaiserlichen Palast. Für die tatkräftige Unterstützung bei seiner Machtergreifung beförderte ihn Kaiser Romanos I. 921 zum Kommandeur einer Abteilung der kaiserlichen Leibgarde.
Bis in die 860er Jahre hatten die muslimischen Armeen die Byzantiner in Defensive gedrängt. Kurkuas wurde 923 vom Kaiser dann zum Oberbefehlshaber im Osten ernannt, um die Grenze gegenüber dem Abbasiden-Kalifat und den muslimischen Grenzemiraten zu sichern. 926 eröffnete Kurkuas an der Spitze seiner Truppen seinen ersten Feldzug, mit Hilfe seines Bruders Theophilos und armenischer Truppen unter dem strategos Lykandos wurde der Angriff direkt auf das Emirat Malatya (Melitene) geführt. Obwohl sich die Zitadelle von Melitene nicht ergeben hatte, schloss Kurkuas einen Vertrag mit dem dortigen Emir ab, indem die Festung dem Byzantinische Reich übergeben wurde. In den Jahren 927–928 begann Kurkuas einen großen Feldzug gegen Armenien. Neben dem armenischen Königreich der Bagratiden existierte hier das Emirat von Dvin (Tivion). Nach der Einnahme von Samosata, einer wichtigen Hochburg der Araber am Euphrat, rückten die Byzantiner bis zur armenischen Stadt Dvin vor, die noch von den Arabern kontrolliert wurde. Eine arabische Gegenoffensive zwang die Byzantiner wenige Tage später, Samosata wieder aufzugeben. Zur gleichen Zeit führten arabische Truppen aus den Tarsus-Übergängen mehrere erfolgreiche Überfälle nach Südanatolien durch. Die Byzantiner marschierten nach Südarmenien und plünderten das Gebiet um den Van-See und die Stadt Kheljat wurde eingenommen, dann folgte eine massive Vertreibung der dort lebenden Muslime. Nach dem Tod von Emir Abu Hafs im Jahr 928 erklärte Melitene seine Unabhängigkeit von den Byzantinern. Der Feldzug in Armenien endete aber für die byzantinischen Waffen 929 mit einer Niederlage gegen Mufik-as-Saji, einen Verwandten des Emirs von Adharbayjan.
Ab Sommer 930 belagerten Johannes und sein Bruder Theophilus Kurkuas die Hauptstadt des Emirats von Ḳālīḳalā, Theodosiopolis. Nach siebenmonatiger Belagerung wurde die Stadt im Frühjahr 931 eingenommen, alle Gebiete nördlich des Araxes wurden dem König von Iberien, David II. übertragen. Wie bei Melitene hatten die Byzantiner Schwierigkeiten, Theodosiopolis zu halten, die feindlich gesinnte Bevölkerung fiel 939 wieder ab. Nachdem Versuche, die Stadt im Sturm oder mit List einzunehmen, gescheitert waren, errichteten die Byzantiner auf den Hügeln um das Melitental einen Festungswall und begannen, das Landgebiet zu verwüsten, worauf die Stadt Anfang 931 gezwungen war, sich mit den Byzantinern zu einigen. Im März 931 wurden die Byzantiner durch einen arabischen Einfall in Kleinasien getroffen, der von Al-Mu'nis al-Muzaffar geführt wurde, im August folgte die Invasion unter Thamal von Tarsus, die weit bis nach Ankyra und Amorion vordrang und mit zahlreichen Gefangenen zurückkehrte, für die von Byzanz ein Lösegeld von 136.000 Dinare gefordert wurden.
Während dieser Zeit waren die Byzantiner in Südarmenien engagiert und unterstützten den Herrscher von Vaspurakan Gagik I., der die lokalen armenischen Fürsten versammelt und sich mit den Byzantinern gegen den Emir von Adharbayjan verbündet hatte. In dieser Krisenzeit erhob sich Melitene neuerlich und rief die Hamdaniden-Herrscher von Mosul um Hilfe. Samosata musste wieder aufgegeben werden und im November 931 verließ die byzantinische Garnison auch Melitene.
Anfang 934 überquerte Kurkuas mit einer Armee von 50.000 Mann erneut die Grenze und marschierte nach Melitene, das wieder belagert wurde. Die muslimischen Nachbaremirate boten der Stadt keine Hilfe an, da es unter ihnen Unruhen gab, die durch die Absetzung al-Mu'nis durch den Kalifen Al-Qahir verursacht wurden. Viele Einwohner der Stadt verließen rechtzeitig die Stadt, dann zwang eine Hungersnot die Eingeschlossenen schließlich zur Kapitulation. Melitene wurde zwangsmäßig christianisiert und wieder vollständig in das Byzantinische Reich eingegliedert. Kurkuas baute seinen Erfolg weiter aus, unterwarf 936 Samosata und zerstörte dann die Stadt bis auf die Grundmauern.
Mit dem Niedergang des Kalifats und seiner Unfähigkeit, die Grenzgebiete zu verteidigen, übernahm die lokale Dynastie der Hamdaniden in Nordmesopotamien und Syrien den Abwehrkampf gegen byzantinische Überfälle. Die Hamdaniden beherrschten die Emirate von Mosul und Aleppo, ihre Emire waren Hasan, genannt Nasir al-Daula („Verteidiger des Reiches“), und sein jüngerer Bruder Ali, besser bekannt als Saif al-Daula („Schwert des Staates“).
Der erste Zusammenstoß der byzantinischen Armee mit Saif ed Daula erfolgte 936, als dieser vergeblich versuchte, Samosata zu besetzen, ein Aufstand in seinem eigenen Staat zwang den Emir zur Umkehr. Bei einer weiteren Invasion im Jahr 938 eroberte Saif jedoch Harpet und zerschlug die byzantinische Vorhut, zudem erbeutete er große Mengen an Mundvorräten, was Kurkuas zum Rückzug zwang.
Die Byzantiner versuchten 939 nochmalig Theodosiopolis in die Hände zu bekommen, aber die Belagerung wurde aufgrund des Herannahens des Entsatzes unter Saif abgebrochen. Zu dieser Zeit hatten die Byzantiner Arsamosata und andere wichtige Festungen im südwestlichen Hochland von Armenien unter Kontrolle gebracht, was eine direkte Bedrohung für die muslimischen Emirate um den Vansee bedeutete. Um die Lage für die Emirate zu entschärfen, startete Saif al-Daula eine erfolgreiche Gegenoffensive: Von Martyropolis aus überquerte er 940 den Bitlis-Pass und fiel in Armenien ein, wo es ihm gelang mehrere Festungen zu erobern und die örtlichen muslimischen und christlichen Herrscher zu unterwerfen. Er verwüstete die byzantinischen Besitzungen um Theodosiopolis und überfiel Kolonja, das er bis zur Ankunft von Entsatztruppen unter Kurkuas erfolgreich belagerte.
Die Kriegsmacht der Hamdaniden wurde aber immer mehr durch den inneren Bürgerkrieg im Kalifat und den Kampf mit den Buyiden in Mesopotamien beansprucht. Zu Beginn des Sommers 941 war Kurkuas bereit, den Feldzug im Osten wieder aufzunehmen, als seine Armee wegen des Auftauchens einer russischen Flotte vor der byzantinischen Hauptstadt sofort nach Konstantinopel abgezogen werden musste. Trotz der allgemeinen Panik konnte der Protospatharios Theophanes eilig eine Schwadron alter Schiffe zusammen bringen, die mit griechischem Feuer bewaffnet waren, besiegte die russische Flotte am 11. Juni 941 und zwang diese zum Rückzug. Die abgelenkten Russen überfielen bei der Heimfahrt die Küste von Bithynien und begannen, wehrlose Dörfer zu verwüsten. Truppen unter dem strategos Bardas Phokas der Ältere eilten in die Gegend, um den Gegner mit Kavallerie vor den Städten abzudrängen. Schließlich näherte sich auch Kurkuas mit seiner Armee und besiegte die verstreuten russischen Truppen.
Im Januar 942 eröffnete Kurkuas dann den neuen Feldzug im Osten, der drei Jahre dauern sollte. Der erste Angriff erfolgte auf dem Gebiet von Aleppo, das vollständig geplündert wurde. An der Spitze einer großen Armee, die laut arabischen Quellen 80.000 Menschen umfasste, zog der General von der verbündeten Region Taron nach Nordmesopotamien und eroberte im Sturmlauf Martyropolis, Amida, Nisibis und Dara – alles Städte, in welche die byzantinische Armee seit 300 Jahren keinen Fuß mehr gesetzt hatte. Das wahre Ziel des Feldzuges war jedoch nicht Edessa – sondern die Erbeutung des sogenannten Mandylions und damit das Prestige für die amtierende Kaisermacht. Kurkuas’ Truppen verwüsteten jedes Jahr systematisch alle Vororte Edessas und erzwangen im Sommer 944 den Emir von Edessa zur Herausgabe der Mandylion-Reliquie. Johannes Kurkuas beendete den Feldzug von 945 siegreich mit der Einnahme der Städte Birtha und Germanikea.
Nach den großen Erfolgen im Osten beschloss Romanos I, die kaiserliche Familie durch Heirat mit dem Kurkuas-Clan zu verbinden. Kurkuas’ Tochter Euphrosyne sollte den Enkel des Kaisers, den späteren Kaiser Romanos II., den Sohn seines Schwiegersohnes Konstantin VII., heiraten. Konstantins VII. Wertschätzung schwächte aber die Thronansprüche der eigenen Söhne. Die Prinzen Stephan und Konstantin widersetzten sich erwartungsgemäß dieser Entscheidung und überredeten ihren alten Vater im Herbst 944 auch Kurkuas zu entlassen. Kurkuas wurde durch einen gewissen Panferon ersetzt, der schon im Dezember den Truppen Seif al-Daula unterlag, als er einen Überfall auf Aleppo versuchte. Am 16. Dezember 944 wurde Romanos I. selbst von seinen Söhnen gestürzt und in ein Kloster gesteckt. Ein weiterer Putsch gegen die jungen Lekapeniden öffnete Konstantin VII. den Weg zur Kaisermacht. Die letzten Hinweise auf Kurkuas stammen aus dem Jahr 946, er wurde als Gesandter in das arabische Tarsus entsandt, um über einen Gefangenenaustausch nach Theodosiopolis zu verhandeln. Kurkuas hatte im Nahen Osten die Grundlagen geschaffen, welche bald darauf zu weiteren glücklichen Invasionen in den Regionen Syrien, Palästina und Mesopotamien sowie zur Rückeroberung Kretas führten.